# Гексацианоферрат(II) железа(III)
Гексацианоферрат(II) железа(III) — неорганическое соединение,
соль железа и железистосинеродистой кислоты 
с формулой Fe4[Fe(CN)6]3,
тёмно-синие кристаллы, 
не растворяется в воде,
компонент берлинской лазури.

## Получение
- Обменная реакция с гексацианоферратом(II) калия:

{\displaystyle {\mathsf {4FeCl_{3}+3K_{4}[Fe(CN)_{6}]\ {\xrightarrow {}}\ Fe_{4}[Fe(CN)_{6}]_{3}\downarrow +12KCl}}}

## Физические свойства
Гексацианоферрат(II) железа(III) образует тёмно-синие гигроскопичные кристаллы.
Не растворяется в воде.
Из водных растворов образуется кристаллогидрат переменного состава 
Fe4[Fe(CN)6]3•xH2O, 
который теряет воду при 100°С.